# Iberische Biene
Die Iberische Biene (Apis mellifera iberiensis), auch Spanische Biene genannt, ist eine Unterart der Westlichen Honigbiene. Sie ist auf der ganzen Iberischen Halbinsel und durch Ansiedlung auch auf den Balearen beheimatet. Im südlichen Spanien überlappt die Verbreitung mit der Tellbiene.

## Morphologie und Verhalten
Die Iberische Biene gehört zur Rassengruppe der dunklen Honigbienen aus Nord- und Westeuropa und ist genau so groß wie die ursprünglich in Mittel- und Nordeuropa heimische Dunkle Europäische Biene. Auch in ihrer Färbung unterscheidet sie sich kaum.
Apis mellifera iberiensis ist auf ein gemäßigtes Klima angewiesen und eignet sich weniger für tropische Regionen. Dies haben unzählige Ansiedelungsversuche in Südamerika schon zu Zeiten der Kolonialisierung bewiesen, bei denen immer andere Rassen, insbesondere die afrikanischen und die Italienische Biene besser geeignet waren. Vom Verhalten her ist sie nicht besonders sanftmütig, sie kittet viel und schwärmt wenig.

## Taxonomie
Die Unterart wurde früher Apis mellifera iberica (Goetze, 1964) genannt. Der Bienenkundler Friedrich Ruttner fand 1988 heraus, dass schon Skorikov im Jahr 1929 eine andere Sippe aus Aserbaidschan mit diesem Namen bezeichnet hatte; zudem war der von Goetze vergebene, vierteilige Name (Apis mellifica intermissa iberica) nach den heutigen zoologischen Nomenklaturregeln ungültig. Michael S. Engel führte daher im Jahr 1999 den Ersatznamen Apis mellifera iberiensis für die Iberische Biene ein.